# ستيفن بروكس (سياسي)
ستيفن بروكس (بالإنجليزية: Steven Brooks)‏ هو سياسي أمريكي، ولد في 1973. نشط حزبياً في الحزب الديمقراطي. وقد انتخب عضو المجلس النيابي لولاية نيفادا.